# Economia do Estado Islâmico
As finanças do Estado Islâmico do Iraque e Levante (ISIL) entraram em foco à medida que muitos países travam guerra contra o grupo militante. Desde 2012, o ISIL produz relatórios anuais com informações numéricas sobre suas operações, algo no estilo de relatórios corporativos, aparentemente em uma tentativa de encorajar doadores em potencial. Em meados da primeira metade do século XXI o Estado passou a usar Bitcoin também.
Os registros mostram que o Estado Islâmico do Iraque dependia de membros de Mosul para obter dinheiro, que a liderança usou para fornecer fundos adicionais para militantes em Diyala, Salahuddin e Bagdá.
Em meados de 2014, o Serviço Nacional de Inteligência do Iraque obteve informações de um operativo do ISIL que revelou que a organização tinha ativos no valor de US $ 2 bilhões, tornando-se o grupo jihadista mais rico do mundo. Cerca de três quartos desta soma são representados por bens apreendidos depois que o grupo capturou Mosul em junho de 2014; isso inclui possivelmente até US $ 429 milhões saqueados do banco central de Mosul, junto com milhões adicionais e uma grande quantidade de barras de ouro roubadas de vários outros bancos em Mosul. No entanto, a dúvida foi lançada mais tarde sobre se o ISIL foi capaz de recuperar em qualquer lugar perto dessa quantia do banco central, e até mesmo se os roubos a banco realmente ocorreram.
De acordo com um estudo de 2015 da Força-Tarefa de Ação Financeira, as cinco principais fontes de receita do ISIL são as seguintes (listadas em ordem de significância):
- receitas da ocupação do território (incluindo controle de bancos, reservatórios de petróleo e gás, tributação (incluindo zakat e jizya ), extorsão e roubo de ativos econômicos)
- sequestro para resgate[14]
- doações por ou por meio de organizações sem fins lucrativos
- suporte material fornecido por lutadores estrangeiros
- arrecadação de fundos por meio de redes de comunicação modernas[15]

Outra análise de 2015 também afirma que a força financeira do ISIL se deve em grande parte à "fanática disciplina de gastos".
O Rewards for Justice do Departamento de Estado dos Estados Unidos oferece US $ 5 milhões por informações que levem à interrupção da venda e / ou comércio de petróleo e antiguidades pelo ISIS.

## Receitas do petróleo
A exportação de petróleo extraído de campos de petróleo capturados trouxe dezenas de milhões de dólares para o Estado Islâmico. Um funcionário do Tesouro dos EUA estimou em 2014 que o ISIL ganhou US $ 1 milhão por dia com a exportação de petróleo, grande parte do qual foi vendido ilegalmente na Turquia. No mesmo ano, analistas de energia baseados em Dubai estimam que a receita combinada do petróleo da produção iraquiana-síria do ISIL chega a US $ 3 milhões por dia. Uma estimativa precisa da receita real do Estado Islâmico com o petróleo é difícil, pois as vendas no mercado negro são difíceis de rastrear.
Apesar de controlar grandes quantidades de reservas de petróleo e instalações de produção, o ISIL carecia de "recursos e capacidades técnicas" para utilizá-los efetivamente. Muitos dos contrabandistas e guardas de fronteira turcos corruptos que ajudaram Saddam Hussein a escapar das sanções também ajudaram o ISIL a exportar petróleo e importar dinheiro.
Em 2015, após a queda de Tikrit, o ISIL perdeu o controle de três grandes campos de petróleo. Os ataques aéreos da coalizão liderada pelos Estados Unidos contra o ISIL e na sequência dos ataques terroristas em Paris destruíram centenas de caminhões que o Estado Islâmico usava para transportar seu petróleo. Um estudo do Centro de Desenvolvimento e Estratégia mostrou que este era o método preferido para reduzir a receita do ISIL, minimizando o impacto total.
Outras vendas de energia incluem a venda de energia elétrica de usinas capturadas no norte da Síria; parte dessa eletricidade foi vendida de volta ao governo sírio.

## Venda de antiguidades e artefatos
Os Artefatos roubados são contrabandeados para a Turquia e a Jordânia. Além de vender os próprios artefatos, o ISIL tributa os traficantes que os traficam através do território do ISIL.

## Tributação e extorsão
O ISIL extrai riqueza por meio de impostos e extorsão. Esse imposto tem um fundamento histórico no Alcorão e no califado original como uma forma de colocar os não-muçulmanos sob o controle do Império em expansão.
Esses impostos têm o duplo propósito de gerar receita para o estado, ao mesmo tempo que mantêm controle estrito sobre seus combatentes.
Todos esses impostos impostos pelo Estado Islâmico têm alguma forma de base histórica ou do Alcorão, exceto o fay, dando à administração liberdade de interpretação que poderia explicar sua alíquota mais alta.
Roubar bancos e lojas de ouro tem sido outra fonte de receita. O governo do Iraque financia indiretamente o ISIL, enquanto continua a pagar os salários dos milhares de funcionários do governo que continuam trabalhando em áreas controladas pelo ISIL, que então confisca até metade dos salários dos funcionários do governo iraquiano. Policiais, professores e soldados que trabalharam para regimes religiosamente inadequados têm permissão para continuar trabalhando se pagarem por uma carteira de identidade de arrependimento que deve ser renovada anualmente.

## Comércio ilegal de drogas
Segundo Victor Ivanov, chefe da agência antidrogas russa, o Estado Islâmico, assim como o Boko Haram, ganha dinheiro com o tráfico de heroína afegã em seu território.  O valor anual deste negócio pode ser de até US $ 1 bilhão.  O cientista político Colin P. Clarke da RAND Corporation, escrevendo após o final da Batalha de Mosul 2016-2017 em julho de 2017, afirmou que, com as perdas territoriais do ISIL causando declínios na receita da organização com a tributação das populações locais, uma vez controlado, bem como da extorsão da produção de petróleo, gás, fosfato e cimento, o grupo provavelmente buscaria novas fontes de receita com o tráfico de drogas.

## Agricultura
A área plantada entre o Tigre e o Eufrates é capaz de produzir safras no valor de possivelmente US $ 200 milhões por ano, se gerida de maneira adequada, e a Organização para Alimentos e Agricultura das Nações Unidas acredita que 40% das terras produtoras de trigo do Iraque estão sob controle do ISIL. A organização mantém rígido controle sobre a produção e distribuição das safras, fixando os preços de forma efetiva.

## Doações dosEstados Árabes do Golfo Pérsico
Acredita-se que doadores privados dentro do Catar, simpáticos aos objetivos de grupos radicais como o Al-Nusra Front e o ISIL, estejam canalizando seus recursos para apoiar essas organizações. De acordo com alguns relatórios, as autoridades americanas acreditam que a maior parte das doações privadas em apoio ao ISIS e a grupos ligados à Al Qaeda agora vêm do Catar, e não da Arábia Saudita.
Em agosto de 2014, o ministro alemão Gerd Müller acusou o Catar de ter ligações com o ISIL, afirmando "Você tem que perguntar quem está armando, quem está financiando as tropas do ISIS (ISIL). A palavra-chave é Qatar ". O ministro das Relações Exteriores do Catar, Khalid bin Mohammad Al Attiyah, afirmou: "O Catar não apóia grupos extremistas, incluindo [ISIL], de forma alguma. Sentimos repulsa por suas opiniões, seus métodos violentos e suas ambições."
O site The Daily Beast em junho de 2014 acusou doadores ricos da Arábia Saudita e do Qatar de terem financiado o ISIL no passado. O Irã e o primeiro-ministro iraquiano, Nouri al-Maliki, acusaram os governos da Arábia Saudita e do Catar de financiar o grupo. Antes da conferência anti-ISIL pró-Iraque realizada em Paris em 15 de setembro de 2014, o ministro das Relações Exteriores da França reconheceu que vários países à mesa tinham "muito provavelmente" financiado os avanços do ISIL. De acordo com o The Atlantic, o ISIL pode ter sido uma parte importante da estratégia de operações secretas da Arábia Saudita Bandar bin Sultan na Síria.
Existem fontes,  no entanto, destacam que não há evidências de que o ISIL tenha apoio direto do governo saudita, e que tal apoio contradiria as outras ações do estado saudita em relação ao grupo. Eles trabalharam abertamente com os Estados Unidos no armamento de outros grupos rebeldes que os EUA esperam que combatam o ISIL e reconquistem territórios na Síria e no Iraque. A Arábia Saudita também desenvolveu seus próprios esforços de contra-propaganda em resposta ao recrutamento do ISIL.
A Arábia Saudita, portanto, impôs uma proibição geral de doações não autorizadas destinadas à Síria, a fim de impedir esse financiamento.
Julian Assange afirmou em uma entrevista que a Fundação Clinton de Hillary Clinton e o ISIL recebem financiamento das mesmas fontes no Oriente Médio, a saber, o governo da Arábia Saudita e do Qatar.